# Safety (pontuação)
Um safety ou safety touch é um tipo de pontuação no futebol americano dos Estados Unidos e da Canadá que vale dois pontos (com apenas uma exceção). No futebol americano, é a unica situação em que um time sem a bola pode pontuar. Um safety pode acontecer em várias situações, mas a que acontece com mais frequência é quando um jogador de defesa faz um tackle em um jogador que está com a bola dentro de sua própria end zone.

## Como marcar um safety
O safety pode acontecer quando:
- um oponente com a posse da bola recebe o tackle dentro de sua end zone;
- um oponente com a posse da bola sai de campo dentro da linha de sua própria end zone;
- um oponente faz o snap, ou efetua um passe, ou sofre um fumble dentro de sua própria end zone;
- um oponente sofre o fumble dentro do campo e a bola acaba tocando no pylon (as estacas que determinam a área da end zone) de sua própria end zone;
- um oponente cai (ajoelha ou simplesmente cai) com a bola em sua própria end zone (um safety intencional);
- o time adversário tem um punt ou um chute bloqueado e a bola saia em sua própria end zone;
- o time adversário comete uma certa falta, como um intentional grounding ou um holding, em sua própria end zone.[2]